# Zosterop de les Togian
El zosterop de les Togian (Zosterops somadikartai) és un ocell de la família dels zosteròpids (Zosteropidae).

## Hàbitat i distribució
Habita boscos i matolls de les illes Togian, properes a Sulawesi.